# Montagnais
Montagnais ali danes Innu/Ilnu, zbirno ime Algonquian indijanskih band nastanjenih na polotoku Labradorju v Kanadi, zelo sorodni z Naskapi. Evan T. Pritchard, ekspert za Algonkinska plemena, navaja, da jim pripadajo bande Tadoussacien (Tadousac pri Swantonu in Hodgeu), Kakouchak (Kakouchaki; Hodge), Chekoutimien (Chicoutimi pri Swantonu), Nekoubaniste, Chomonchouaniste, Oumatachinrini in morda Oupapinachiouek (pri Swantonu Papinachois). Po Sultzmanu je populacija labradorskih plemen Montagnais, Naskapi in Atikamekw lahko znašala okoli 10.000 v domorodnem obdobju, medtem ko jih danes vseh skupaj živi 20.000, od tega 13.000 Montagnaisov.

## Ime
Ime Montagnais prihaja iz francoske besede v pomenu 'gorjani' (angleško Mountain People), pisana na razne načine, kot Montagnar, Moatagne, Montagnie in Montainier. Pogost naziv, s katerim so jih naslavljali, je tudi Kebik, kar je morda prišlo po besedi Quebec, v irokeškem (po nekaterih algonkinskem) pa pomeni 'ozek prehod' ali where the waters narrow pri Cape Diamondu () blizu današnjega mesta Quebec. Ostali nazivi so Shoudamunk, ali "good Indians", kot so jih klicali Indijanci Beothuk, Ussaghenick, pri plemenu Malecite ali Ussagene'wi, pri Penobscotih, kar pomeni "people of the outlet". Sami sebe so Montagnaisi imenovali tudi Tshe-tsi-uetin-euerno, "people of the north-northeast" in Ne-e-no-il-no, ali "perfect people". Danes se tako Naskapi kot Montagnaisi izrekajo pod imenom Innu ali (ljudje) v njihovem jeziku.

## Etnografija
Montagnaise najde že 1603. Samuel de Champlain v prostranstvih severno od reke sv. Lawrence in razni avtorji jih redno opisujejo skupaj z Naskapi, ki se od njih razlikujejo prav po svojih kulturnih etnografskih posebnostih. Populacija obeh skupin je majhna na ogromnem labradorskem območju, Montagnaisi pa so locirani ob severni obali zaliva St. Lawrencea, v gozdnatih krajih, kjer je dom wigwam iz brezove kore. Los, losos, jegulja in tjulenj so njihova glavna lovina. Njihovi sosedje Naskapi pa živijo v tundri, veliko severneje. Kultura Naskapijev je kultura karibuja, od katerega dobivajo hrano, obutev, oblačila in šotore.
Oblačila Montagnaisov so predpasniki, 'leggings' (nogavice) in mokasini, in so veliko bolj podobni svojim južnim sosedom, Indijancem Irokezi in Mi'kmaq. V nasprotju z njimi so oblačila Naskapijev krojena kot pri njihovih sosedih Eskimih, njihovih edinih tradicionalnih sovražnikih.
Značilnosti, ki so pomembne pri obeh skupinah, so povzročene le z geografsko-klimatskimi pogoji, to je kanu, transportno sredstvo, s katerim se Indijanci premikajo po rečnih vodnih tokovih poleti, pozimi pa uporabljajo krplje in toboggan. Vera v Manitua obstaja tudi pri Montagnaisih in je značilna za Algonquian plemena, ki živijo južno od njih.
Montagnaisi nimajo prave plemenske organizacije, ampak so razdeljeni po majhnih bandah sorodnih družin, ki se potepajo po svojih lovnih območjih. V novejšem času so Montagnaisi še naprej večinoma nadaljevali s potepanjem po gozdovih in preživljanjem časa z lovom pozimi, poleti pa so prihajali na obalne trgovske postaje zaradi trgovanja s krznom in nabave strelnega orožja.
Pri Montagnaisih, pravi Eva Lips, so skalpe, ki bi jih moški prinesli z vojnega pohoda, predali ženskam kot darilo, nekaj podobnega pa je bilo tudi pri južnoameriških plemenih Toba in Pilaga, plemenih, ki so pripadala družini Guaycuruan.

## Zgodovina
Labrador in vzhodni Quebec sta pred več kot 8000 leti naselila pomorska arhaična ljudstva, ki so sledila umiku ledenikov ob koncu zadnje ledene dobe. Ali so bila ta ljudstva predniki Montagnaijev, ni gotovo, vendar so creejsko govoreči Algonquini začeli naseljevati Labrador in vzhodni Quebec pred približno 2000 leti. Naskapi so živeli na polotoku Labrador, ko so v drugi polovici 10. stoletja prispeli Vikingi. Edino najdišče, ki je bilo doslej pozitivno identificirano kot nordijsko, je L'Anse aux Meadows na severnem koncu Nove Fundlandije, zato je bil edini gotov stik z Beothuki. Vendar pa bi bilo za Vikinge zelo težko, da se ne bi srečali z Naskapi v Labradorju. Kakor koli že, Montagnai in Naskapi na severni strani zaliva sv. Lovrenca so imeli obsežne stike z evropskimi ribiči, ki so v 16. stoletju obiskovali Grand Banks. Za razliko od Beothukov na Novi Fundlandiji so bila ta prva srečanja, pa tudi tista z Mikmaki v Novi Škotski, prijateljska. Vključevala so tudi trgovino, izmenjava evropskega blaga za krzno Montagnaijev in  Mi'kmaqov pa je ustvarila trgovino s krznom, ki je v začetku 17. stoletja prinesla evropsko naselitev v regijo.
Iz očitnih razlogov je takrat le malo (če sploh kaj) strelnega orožja menjalo lastnika, vendar je bilo vse, kar je bilo kovinsko, zelo cenjeno in se je dalo zamenjati za veliko krzna. Poleg loncev za kuhanje (ogromna izboljšava v primerjavi s tradicionalnimi materiali) so bili na voljo noži, sekire in železo za konice sulic in puščic, in prav to kovinsko orožje je Montagnaijem in Mikmakom dalo ogromno prednost v vojni proti njihovim tekmecem dlje v notranjosti. Ko je Jacques Cartier leta 1534 raziskoval reko St. Lawrence, je na obeh straneh reke, na območju med Quebecom in brzicami pri Montréalu, našel ljudstva, ki govorijo irokeško. Ti Irokezi so bili tam še med njegovim drugim potovanjem v letih 1542–43, vendar Francozi v naslednjih 60 letih območja niso več obiskali. Ko so se vrnili, Laurentijskih Irokezov (tako imenovanih, ker ni bilo nikoli ugotovljeno, ali so bili Mohawki, Huroni ali ločena skupina Irokezov) ni bilo več. Ko je Samuel de Champlain leta 1603 prvič srečal Montagneje ob ustju reke Saguenay, so razširili svoje ozemlje proti zahodu vzdolž obeh bregov reke St. Lawrence do točke vzhodno od Montreala. Podrobnosti o tej osvojitvi so izgubljene, vendar irokeška tradicija spominja na čas pred Evropejci, ko so živeli ob reki St. Lawrence in so jim prevladovali Algonkini. Da bi pobegnili, so zapustili območje in se preselili v severni del zvezne države New York.
Champlain je ustanovil svojo prvo postojanko v Tadoussacu in začel trgovati s krznom z Montagnaji. Kmalu je izvedel, da imajo Montagnaji in njihovi zavezniki Algonkini več in boljšega krzna kot Mikmaki v Novi Škotski. Posledično so Francozi zapustili večino svojih postojank v Akadiji in se preselili k reki St. Lawrence. Dlje ko so šli proti zahodu, boljše je bilo krzno. Leta 1608 so se preselili po reki navzgor in ustanovili Quebec, vendar je bila reka St. Lawrence zahodno od tega vojno območje. Čeprav so Irokezi zapustili svoje vasi na tem območju, se svojih zahtev po reki St. Lawrence niso nikoli odpovedali. Po preselitvi v severni del zvezne države New York so se nehali bojevati med seboj, se organizirali v Irokeško ligo in so jo poskušali ponovno zavzeti. Ko so Francozi leta 1608 poskušali razširiti svojo trgovino s krznom zahodno od Quebeca, so se vpletli v vojno med Montagnai, Etchemini (Maliseeti), Algonkini in Irokezi, ki je divjala vsaj od leta 1550. Kot prvi pomemben francoski trgovinski partner so Montagnai predstavili Champlaina Algonkinom in na koncu tudi Huronom. Vsa ta ljudstva so želela trgovati, a so se hkrati ozirala tudi na Francoze (vseh 30) za pomoč v boju proti Irokezem, ki so bili velika grožnja, saj so se organizirali v konfederacijo.
Mohavške vojne skupine so tako nadlegovale Algonkine in Montagne, da so bili prisiljeni potovati v velikih skupinah ali se držati daleč stran od reke. Champlain je želel skleniti trgovinski sporazum z Montagnai in Algonkini, da bi preprečil konkurenco drugih Evropejcev. Montagnai in njihovi zavezniki tega niso želeli storiti brez zagotovil o francoski vojaški podpori, zato je julija 1609 Samuel de Champlain spremljal združeno vojno skupino Montagnai, Algonkinov in Huronov, ki se je premikala proti jugu vzdolž obale jezera v severnem New Yorku, ki zdaj nosi njegovo ime. Blizu južnega konca so naleteli na Mohawke, zbrane v bojni formaciji. Bili so idealna tarča za francosko strelno orožje, ki je ubilo več njihovih voditeljev in prekinilo njihovo formacijo. Leto kasneje se je Champlain pridružil drugemu napadu na Mohawke - tokrat na utrdbo na reki Richelieu. Mohawki so kmalu opustili svoje množične formacije, lesene telesne oklepe in se francoskemu strelnemu orožju uprli tako, da so padli na tla tik preden so streljali, a po letu 1610 so jih pregnali proti jugu stran od reke St. Lawrence.
Francozi so dobili trgovinske sporazume, ki so si jih želeli, Montagnai in Algonkini pa so za naslednjih dvajset let prevzeli nadzor nad jezerom St. Lawrence. Francozi so še naprej trgovali z Montagnai, vendar se je njihova trgovska mreža kmalu razširila proti zahodu skozi Algonkine v dolini reke Ottawe in vključevala huronske vasi na južni obali jezera Huron. Porazi, ki so jih Mohawki zadali v letih 1609–10, so se kmalu izkazali le za začasne, vendar so si Francozi nakopali nevarnega sovražnika. Irokeške vojne skupine so potovanje po zgornjem toku reke St. Lawrence še vedno zelo ogroževale, Francozi in domači trgovci s krznom pa so bili prisiljeni v dolg ovinek po reki Ottawi, da bi dosegli zahodna Velika jezera. Medtem so se leta 1610 pojavili Nizozemci, ki so trgovali s krznom z Mohawki in Mahicani na reki Hudson blizu Albanyja. To je preprečilo prednost Montagnaijev in Algonkinov pred Mohawki v kovinskem orožju, ki so ga prejeli od Francozov, vendar so bile nizozemske postojanke na ozemlju Mahicanov, zaradi česar so Mohawki morali plačevati davek za prehod za trgovino.
To je zaostrilo že obstoječe rivalstvo glede trgovine z vampumi, vendar so si Nizozemci močno prizadevali za mir in zadušitev spopadov, ki so občasno izbruhali. Žal so se Mahičani, potem ko so leta 1624 zgradili utrdbo Orange blizu Albanyja, poskušali oborožiti kot posredniki z urejanjem trgovine med Nizozemci ter Montagnai in Algonkini na reki St. Lawrence. Ker niso bili nikoli znani po svoji strpnosti, je bila trgovina s severnimi sovražniki za Mohawke preprosto preveč, zato so leta 1624 napadli Mahičane. Nizozemci so poskušali, a niso mogli tega ustaviti, in vojna se je nadaljevala štiri leta. Mahičani so bili mogočni bojevniki, ki so lahko poklicali tudi svoje zaveznike Sokoke (zahodni Abenaki), Pennacooke in Pocumtuce iz zahodne Nove Anglije, vendar so bili do leta 1628 poraženi in prisiljeni vzhodno od reke Hudson. Po tej zmagi nad Mahičani so Mohawki postali prevladujoči nizozemski trgovinski partner v New Yorku.
Čeprav so leta 1628 sklenili mir z Mahičani, so se Mohawki še naprej borili s Sokoki in Pennacooki v Vermontu. Ta plemena so se za pomoč obrnila na koloniste v Massachusettsu, vendar Britanci niso bili pripravljeni užaliti Irokeze. Francozom so v Quebecu ponudili pomoč. Tudi te so ignorirali, ker so se Francozi zavedali, da se Sokoki borijo tudi z Montagnai, ki so vdirali na lovišče Sokoki južno od reke St. Lawrence. Mohawki in Sokoki so leta 1629 sklenili mir, ki je Mohawkom omogočil, da so se lahko osredotočili na vojno z Montagnai in Algonkini. Istega leta je vojna skupina Mohawkov uničila vas Algonkinov in Montagnaijev v Trois Rivieres, do leta 1630 pa so tako Algonkini kot Montagnai potrebovali francosko pomoč, da bi se branili pred Mohawki. Žal se Francozi niso mogli braniti niti sami.
Britanski zasebniki pod poveljstvom sira Davida Kirka so leta 1629 izkoristili evropsko vojno med Veliko Britanijo in Francijo in zavzeli Quebec. Britanci so Quebec držali tri leta, dokler ga ni pogodba iz St. Germaine en Laye leta 1632 končno vrnila Franciji. Ta izpad podpore je bil za francoske zaveznike katastrofa, saj so Irokezi lahko ponovno pridobili vojaško prednost (njihova trgovina z Nizozemci ni bila prekinjena). Hkrati so imeli Irokezi močno potrebo po širitvi. Izčrpali so večino bobrov v svoji domovini in so potrebovali nova lovišča, če so želeli nadaljevati trgovanje z Nizozemci. Do takrat je v roke ameriških staroselcev prišlo relativno malo strelnega orožja. To se je spremenilo leta 1632, ko so Francozi ponovno prevzeli nadzor nad Kanado in začeli obnavljati trgovino s krznom. Francoska vlada kardinala Richelieuja je spodbujala priseljevanje in v Novo Francijo poslala dodatne jezuitske misijonarje. Ker se je večina novih naselij nahajala v njihovi domovini, so bili Montagnai med prvimi spreobrnjenci v krščanstvo, ki so jih spreobrnili francoski duhovniki, jezuiti pa se za pomoč pri spreobrnjenju niso obotavljali uporabiti obljube francoskega strelnega orožja.
Francozi so začeli svojim zaveznikom dajati orožje, da bi se spopadli z Irokezi. Sprva je bilo to omejeno na krščanske spreobrnjence, količina streliva pa je bila omejena, da se prepreči uporaba proti njim samim. Tudi s temi omejitvami je bilo dovolj, da so Montagnai, Algonkini in Huroni lahko ustavili Irokeze. Na kratko so Mohawki leta 1634 sklenili mir z Algonkini, vendar se je ta skoraj takoj sesul, ko so Algonkini obnovili prizadevanja za začetek trgovanja z Nizozemci. Medtem so Nizozemci začeli Mohawkom dobavljati strelno orožje, zato je bila vsaka prednost Algonkinov in Montagnaijev, ki so jo pridobili s francoskim orožjem, kmalu izgubljena v hitro naraščajoči oboroževalni tekmi. Dve ločeni irokeški ofenzivi v letih 1636 in 1637 sta Algonkine potisnili v zgornjo dolino Ottawe in Montagnaije prisilili k umiku proti vzhodu proti Quebecu. Le epidemija črnih koz, ki je leta 1634 nastala v Novi Angliji, preden se je razširila v New York in reko St. Lawrence, je upočasnila ofenzivo Mohawkov. Dramatične spremembe so se zgodile leta 1640, ko so britanski trgovci poskušali Irokeze zvabiti stran od Nizozemcev s ponudbo strelnega orožja. Da bi ohranili njihovo zvestobo, so Nizozemci začeli prodajati Mohawkom vse puške in strelivo, ki so jih želeli, zaradi česar so Irokezi postali najmočnejša vojaška sila v Severni Ameriki. Do leta 1642 so Mohawki in Oneidi pregnali zadnje skupine Algonkinov in Montagnaijev iz zgornjega St. Lawrencea.
Kljub temu, da so bili prisiljeni popustiti pred Irokezi, so Montagnai še vedno uživali prednost pred Abenaki južno od St. Lawrencea. Zdi se, da so vzdrževali dobre odnose z vzhodnimi plemeni Abenaki v Mainu in New Brunswicku in so se nanje občasno lahko zanesli kot zaveznike proti Irokezem. Vendar to ni veljalo za Sokoke oziroma zahodne Abenake v Vermontu, s katerimi je skozi leta tlelo sovraštvo in občasno vojskovanje zaradi spornega lovskega ozemlja. To se je dokončno sprevrglo v vojno leta 1642, ko so Montagnai poskušali Sokokim preprečiti prehod čez njihovo ozemlje, da bi v Quebecu neposredno trgovali s Francozi. Ker sta bili obe plemeni zdaj v vojni z Montagnai, so Sokoki in Mohawki odložili stare spore in sklenili zavezništvo. To je v boj vključilo tudi Mahičane (zaveznike Mohawkov od leta 1628), leta 1645 pa je združena vojna Mohawkov, Sokokov in Mahičanov napadla Sillery, glavno misijonsko vas Montagnaijev in Algonkinov tik pred Quebecom.
Francozi so leta 1645 podpisali mirovno pogodbo z Mohawki, vendar se ta žal ni razširila na njihove domače zaveznike. Boji med Sokoki in Mohawki proti Montagnaijem in Algonkinom so se nadaljevali in do leta 1647 so se razširili na vzhodne Abenake iz zgornjega toka reke Saco v Mainu, ki so pomagali Montagnaijem. Nenavadno je, da je vojna med Sokoki in Montagnai dejansko povečala zanimanje Francozov za Abenake. Francoski jezuiti so dosegli izpustitev ujetnika Sokokov iz Montagnaijev in se odločili obiskati vasi Abenakijev. Njihovi spreobrnjenci Montagnai so temu odločno nasprotovali, vendar so duhovniki med letoma 1646 in 1648 kljub temu večkrat na kratko obiskali Kennebec in Penobscot. Jezuiti so sčasoma sklenili mir med nekaterimi vzhodnimi Abenaki in Montagnai, vendar so bili manj uspešni s Sokoki, ki so ostali sovražni do Montagnaijev do leta 1650. Zavezništvo Sokokov z Mohawki se je končalo s sporom glede lovskega ozemlja vzhodno od jezera Champlain, a bolj kot karkoli drugega se je vojna med Montagnai in Sokoki končala leta 1649, ko so Irokezi preplavili Huronsko konfederacijo.
V naslednjih dveh letih so Irokezi uničili tudi Tionontate in Nevtralne na zahodu ter pometli zadnje skupine Algonkinov iz zgornje doline Ottawe. Tudi Nipissingi in Atikameki (Téte de Boule) so se bili prisiljeni umakniti v varne severne gozdove, tako da so na vzhodu ostali le Montagnai in majhna skupina begunskih Huronov kot edini francoski zavezniki. Njihov imperij trgovine s krznom je bil v razsulu, zato so Francozi obupno potrebovali novo zavezništvo za svojo zaščito, zato so leta 1650 na jug poslali montagnaiškega sahema in jezuitskega duhovnika, da bi spodbudil novo zavezništvo Sokokov, Pennacookov, Pocumtukov, Mahičanov in nekaterih vzhodnih Abenakov proti Irokezom. Povabljene so bile tudi britanske kolonije v Novi Angliji, da se pridružijo, vendar so bili puritanci zelo sumničavi do vsega, kar so organizirali katoliški jezuiti, in so ponudbo zavrnili.
Francozi so končno dobili zavezništvo, ki so ga iskali in ga podprli s puškami in strelivom. Celo britanski trgovci iz Bostona so jim dobavljali orožje (za določeno ceno). Irokezi pa so bili v tem času vpleteni v dve večji vojni - Eriejsko na zahodu in Susquehannock na vzhodu - zato zavezništvo več let ni bilo resno preizkušeno, razen napadov na Sokoke leta 1653. Vojna Mohawkov s Susquehannocki se je končala leta 1656 in jim omogočila, da so se spopadli s svojimi sovražniki Algonkini na vzhodu. Na pobudo Nizozemcev so Mahičani leta 1658 zapustili zavezništvo, da bi sklenili ločen mir z Mohawki. Medtem ko so Sokoki in Pocumtuci nosili glavnino bojev v Novi Angliji, so Montagnai branili reko St. Lawrence. Algonkini so se dokaj dobro držali, saj so si vojne strani izmenjevale napade z Irokezi na vasi drug drugega. BBoji so se v letih 1660–62 razširili proti vzhodu in vključili Abenake v severnem Mainu ter Maliseete v Novem Brunswicku, ki so bili zavezniki Montagnaijev.
Sredi tega so Mahičani začeli še en poskus ureditve trgovine med Nizozemci ter Montagnai in Sokoki. Ko so Mohawki to odkrili, je bil rezultat enak kot prej. Mohawki so napadli Mahičane in jih popolnoma pregnali iz doline Hudson v zahodni Massachusetts. Do leta 1663 so Pocumtuki v dolini Connecticut ostali brez bojevnikov in so Mohawke prosili za ločen mir. To ni uspelo, potem ko so mohawške veleposlanike na poti na konferenco umorile neznanci, Pocumtuki pa so bili leta 1664 po nadaljnjih bojih prisiljeni zapustiti dolino Connecticut v Massachusettsu. Hkrati so Britanci Nizozemcem zavzeli New York. Bostonski trgovci so kmalu sklenili svoj trgovinski sporazum z Irokezi in končali večino svoje trgovine z Algonkini iz Nove Anglije. Z le francosko podporo se je odpor Algonkinov začel rušiti. Pennacooki so bili pregnani čez južni New Hampshire v Maine, Sokoki pa so se morali umakniti proti severu, kjer so se pod francosko zaščito naselili v bližini Montreala. Montagnai so se umaknili proti vzhodu in se skoncentrirali v Silleryju blizu Quebeca.
Tako je ostalo vse do izbruha vojne kralja Filipa (1675–76) v Novi Angliji. Britanci so med tem uporom plemen južne Nove Anglije utrpeli hude izgube, vendar je njihovo brutalno zatiranje upora večino domorodcev prisililo, da so zapustili Novo Anglijo ali pa so bili ubiti. Nekateri so se preselili proti zahodu v New York in se naselili v Schaghticokeu ob zgornjem toku reke Hudson, na tisoče pa jih je kot begunci ob reki St. Lawrence zbežalo proti severu k Francozom. Britanska povračilna kazen je zadela tudi Abenake v Mainu in do leta 1680 se je vsaj 2000 beguncev iz Sokokov, Abenakov in Nove Anglije naselilo v bližini Montagnaijev v Silleryju. To je hitro obremenilo razpoložljive vire in povzročilo trenja z Montagnai. Nekaj let pozneje se je veliko Abenakov in Sokokov vrnilo na jug, medtem pa je večina Montagnaijev zapustila Sillery in se vrnila na svoja prvotna ozemlja vzhodno od reke Saguenay na severni obali reke St. Lawrence, kjer so ostali vse od takrat.
Montagnaijevci, ki so bili s Francozi povezani prek vere in mešanih porok, so Francozom zagotavljali bojevnike med njihovimi štirimi vojnami z Britanci med letoma 1689 in 1763, vendar v bojih niso več igrali pomembne vloge. Domneva se, da so Naskapi v Labradorju v dvajsetih letih 19. stoletja absorbirali zadnje ostanke Beothukov, vendar se za Montagnaije ni veliko spremenilo, potem ko so Britanci leta 1763 prevzeli nadzor nad Kanado, in trajalo je do štiridesetih let 19. stoletja. Približno v tem času so se lesni interesi preselili v dolino reke Saguenay in zgornji severni obali reke St. Lawrence, kar je s seboj prineslo več naseljenosti. To je Montagnaije stalo del njihove prvotne domovine, hkrati pa jih je izpostavilo nenehnim epidemijam. Bobrovi klobuki so v tridesetih letih 19. stoletja zamenjali svileni klobuki, s čimer je bil ukinjen eden njihovih glavnih virov dohodka. V poznejših letih je uporaba strelnega orožja pri lovu za dobiček izčrpala velik del razpoložljivih divjih živali, kar je otežilo tradicionalni način življenja.
Na splošno Montagnai niso dobro znani zunaj Quebeca in Labradorja. Številni njihovi pomembni prispevki k zgodnji zgodovini Kanade so bili zakriti zaradi pogoste zamenjave z Algonkini ali Creeji v nekaterih poročilih. Ta napačna identifikacija se nadaljuje vse do danes in mnogi ljudje še vedno prepoznavajo glavno razliko med Innuji (Montagnai) in Inuiti (Eskimi). Njihovi trenutni problemi so ogromni hidroelektrarni v severnem Quebecu in vojaški vadbeni leti na nizki višini nad njihovo domovino.

## Sodobne bande
Hodge navaja seznam vasi in skupin Montagnaisov zgodnjega 20. stoletja: Appeelatat, Assuapmushan, Attikamegue, Bonne Espérance, Chicoutimi, Esquimaux Point, Godbout, Ile Percee (misija), Itamameou (misija), Islets de Jeremie (misija), Kapiminakouetiik, Mauthaepi, Mingan, Moisie, Mushkoniatawee, Musquarro, Nabisippi, Natashquan, Pashasheeb, Romaine in St Augustine.
- Montagnais in Naskapi
- Pokristjanizirani Innuji na katoliški procesiji na sedmih otokih (1862)
- Na poti
- V šotorut
- Prizorišče lova HIND (1863)
- Nesreča med lovom na tjulnje